# Piriform
Piriform är ett företag från Storbritannien som utvecklar datorprogram.

## Produkter
Hitintills har Piriform släppt fyra program:
- CCleaner
- Recuva
- Defraggler
- Speccy
- CCleaner Browser